# Pseudopatellinella
Pseudopatellinella es un género de foraminífero bentónico de la subfamilia Ashbrookinae, de la familia Placentulinidae, de la superfamilia Discorboidea, del suborden Rotaliina y del orden Rotaliida. Su especie tipo es Pseudopatellinella cretacea. Su rango cronoestratigráfico abarca el Cretácico superior.

## Clasificación
Pseudopatellinella incluye a las siguientes especies:
- Pseudopatellinella cretacea †
- Pseudopatellinella howchini †
- Pseudopatellinella minuta †
- Pseudopatellinella rumana †
- Pseudopatellinella serpuloides †